# Frits Bolkestein
Frederik (Frits) Bolkestein (Amsterdam, 4 april 1933 – Laren, 17 februari 2025) was een Nederlands politicus van de Volkspartij voor Vrijheid en Democratie (VVD).
Bolkestein, die achtereenvolgens wiskunde, wijsbegeerte, Grieks, economie en rechten studeerde, werkte onder andere lange tijd voor oliemaatschappij Shell in het buitenland, voordat hij terugkeerde naar Nederland en na de Tweede Kamerverkiezingen 1977 in het parlement plaatsnam. Hij was staatssecretaris van Buitenlandse Handel (1982-1986) en korte tijd minister van Defensie (1988-1989).
Het bekendst is Bolkestein geworden als fractievoorzitter van de VVD in de Tweede Kamer. Hij was de informele oppositieleider tijdens het derde kabinet-Lubbers en bleef ook na het toetreden van de VVD tot het paarse kabinet-Kok een uitgesproken politiek leider. Bolkestein stelde in een vroeg stadium thema's als multiculturalisme, immigratie en de Europese Unie veelvuldig aan de kaak.
Van 1999 tot 2004 was Bolkestein Europees commissaris voor Interne markt, de Douane-Unie en Belastingen. Hij overzag de Bolkesteinmaatregel voor het vereenvoudigen van betalingsverkeer binnen de eurozone en pleitte voor de opening van de Europese dienstenmarkt, bijgenaamd de Bolkesteinrichtlijn.

## Levensloop

### Afkomst
Bolkestein is een zoon van de advocaat mr. Nicolaas Bolkestein (1902-1975), die onder andere president van het Amsterdams gerechtshof was, en Anna Margaretha Meyjes. Zijn grootvader Gerrit Bolkestein werd eerst onderwijzer, daarna inspecteur van het onderwijs en ten slotte, na zijn pensionering, minister van Onderwijs. De moeder van Bolkestein is geboren in Nederlands-Indië, als dochter van voormalig KNIL-militair en bankier Frederik (Frits) Meyjes, naar wie Frits Bolkestein vernoemd is.

### Studie

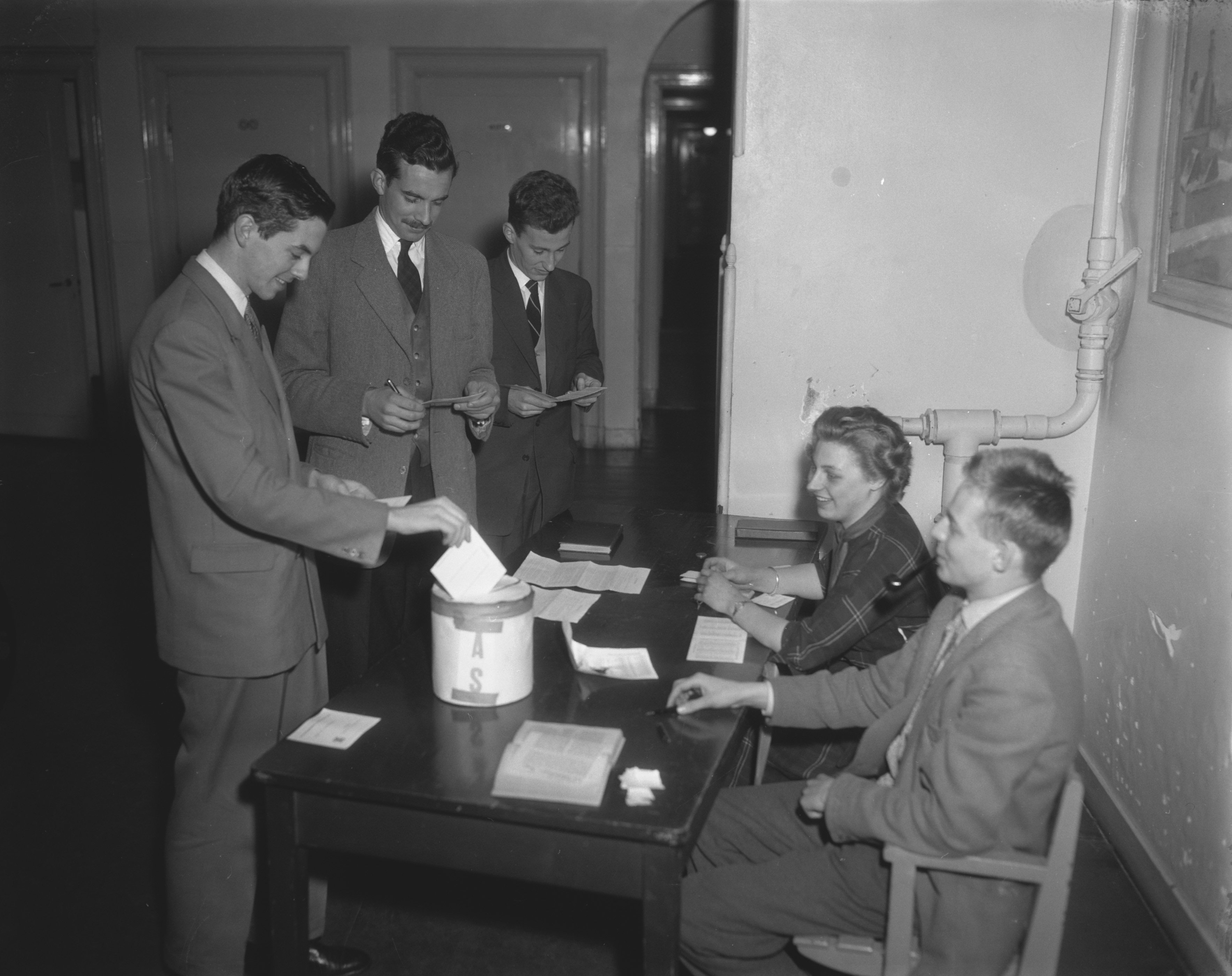
Bolkestein, Erik Jurgens en Dolf van Asperen de Boer op een ASVA-bijeenkomst in 1958

Na het Barlaeus Gymnasium in Amsterdam doorlopen te hebben, studeerde Bolkestein tussen 1951 en 1953 wiskunde aan de Oregon State University in de Verenigde Staten, vervolgens wiskunde aan de Universiteit van Amsterdam, waarin hij in 1955 zijn kandidaatsexamen behaalde, gevolgd door de studies wijsbegeerte en Grieks aan dezelfde universiteit, waarin hij zijn doctoraalexamen behaalde in 1959. Vervolgens studeerde hij economie aan de University of London in Londen (per correspondentie uit Oost-Afrika) afgesloten met een BSc graad in 1963, en ten slotte rechten aan de Universiteit Leiden waar hij deze studie afrondde in 1965 als meester in de rechten.
Tijdens zijn studietijd in Amsterdam was Bolkestein lid van het ASC en praeses van ASVA. Hij woonde in Amsterdam aan de Bloemgracht waar hij een kamer huurde bij Leendert van den Muijzenberg. In 1957 werd hij lid van de redactie van Propria Cures, maar na drie maanden werd hij door de andere redacteuren, onder wie Hugo Brandt Corstius, uit de redactie gezet. Zijn bijdragen aan Propria Cures werden in 1988 gebundeld.
In 1976 publiceerde Bolkestein onder het pseudoniem Niels Kobet een toneelstuk in het Engels, getiteld Floris, Count of Holland. Van dit toneelstuk in vijf bedrijven kwam in april 1996 een Nederlandse vertaling uit onder de titel Floris, graaf van Holland. Het thema van het toneelstuk is de hoogmoed die de hoofdpersoon noodlottig wordt.

### Bedrijfsleven
Bolkestein begon zijn carrière in het bedrijfsleven. Hij werkte van 1960 tot 1976 bij Shell. Hij werkte eerst uitsluitend in het buitenland, in Oost-Afrika (1960-64), in Honduras en El Salvador (1965-68), in Londen (1968-70), in Indonesië (1970-72) en als coördinator voor Midden-Oosten, Azië en Australië van Shell Chemie (1972-73), waarna hij tot 1976 directielid van Shell Chemie in Parijs was. Omdat hij de Nederlandse politiek in wilde gaan en er een jaar later, in 1977, verkiezingen voor de Tweede Kamer zouden zijn, besloot hij zijn carrière bij Shell te beëindigen, in de hoop op een verkiesbare plaats op de kandidatenlijst van de VVD Hij was toen 43. Pas met 47 zou hij recht hebben op vervroegd pensioen. Voor de vier tussenliggende jaren werd hem de afvloeiingsregeling gegund die gebruikelijk was voor mensen die niet uit vrije wil het bedrijf verlieten.
Bij de verkiezingen kreeg de VVD 28 zetels, terwijl Bolkestein op plaats 34 stond. Om de vier jaren tot zijn vervroegd Shell-pensioen financieel te overbruggen ging Bolkestein voor het Amsterdams ingenieursbureau Comprimo werken. Tijdens zijn werk in Ecuador voor dat bureau viel het kabinet-Den Uyl en kwam de VVD in de nieuwe regering van CDA en VVD. Acht leden van de VVD-Kamerfractie verhuisden naar het kabinet en daardoor kwam, als laatste, een Kamerzetel vrij voor Bolkestein.

### Nederlandse politiek

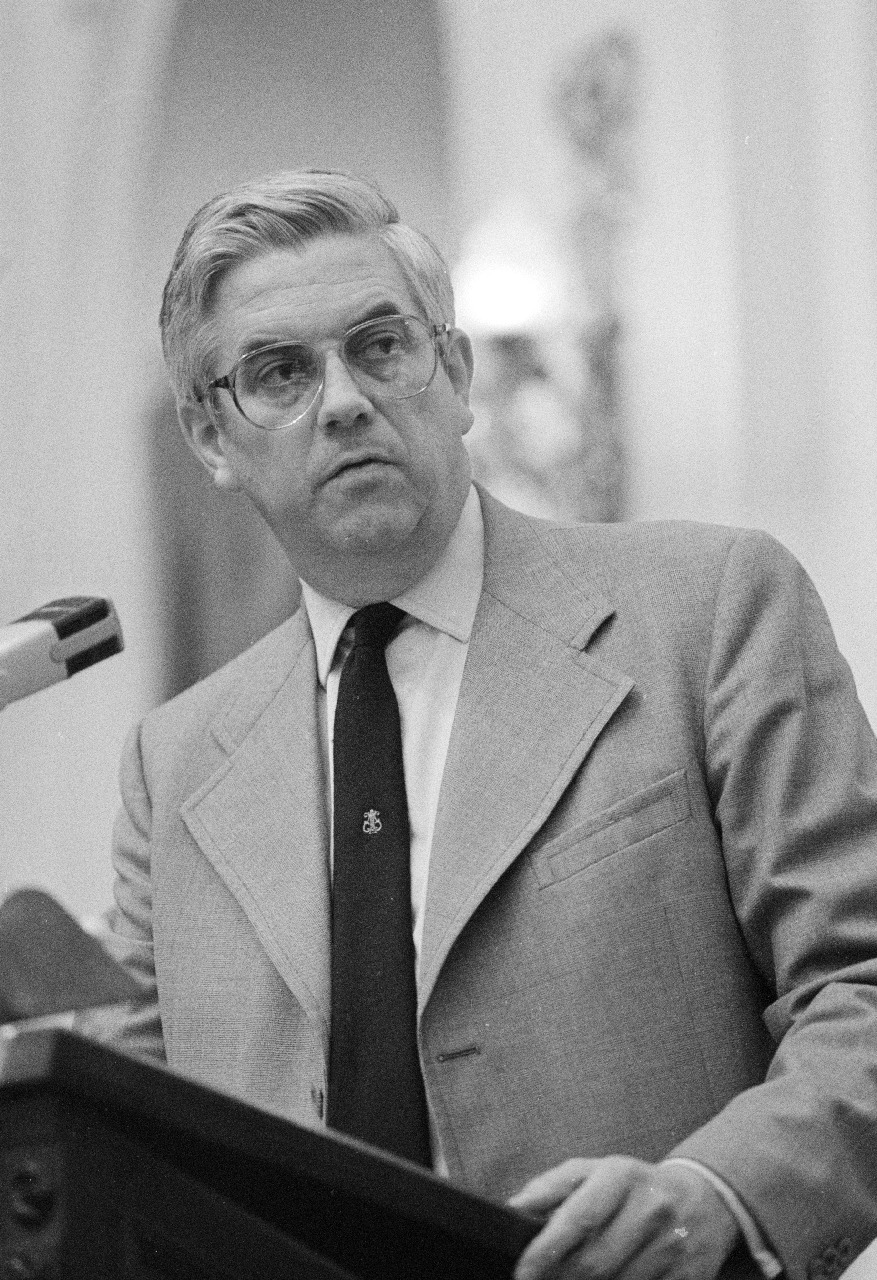
Bolkestein tijdens het debat over de olieboycot Zuid-Afrika

In januari 1978 werd hij lid van de Tweede Kamerfractie van de VVD. In de periode 1982-86 was Bolkestein staatssecretaris van Buitenlandse Handel in het kabinet-Lubbers I. In die functie bezocht hij in 1983 Bagdad en sloot hij een handelsverdrag met Saddam Hoessein. Ook verleende hij, ondanks een dringend negatief advies van het Ministerie van Buitenlandse Zaken, toestemming voor de export van chemicaliën naar Irak die werden ingezet in de oorlog tegen Iran en de aanvallen op de Koerden. Daarna was hij weer gewoon Kamerlid, gevolgd door een ministerschap: van 1988 tot 1989 was hij minister van Defensie in het kabinet-Lubbers II. In 1989 nam hij wederom plaats in de Tweede Kamer, om daar vanaf 30 april 1990 de VVD-fractie te gaan leiden. Op 30 juli 1998 werd hij als fractievoorzitter opgevolgd door Hans Dijkstal.
Bolkestein haalde regelmatig de pers door min of meer omstreden uitspraken, onder meer over de noodzaak tot het formuleren van nieuwe normen en waarden voor de samenleving, en over het Nederlandse vreemdelingenbeleid: "We kunnen het niet meer aan!". Daarbij wees hij op de schaduwkanten van de multiculturele samenleving. Een voorbeeld is de uitspraak dat naar zijn mening kinderen van illegalen geen onderwijs zouden mogen volgen in Nederland.

In 1997 publiceerde hij het boek Moslim in de polder, over zijn dialogen met vooraanstaande moslims over hun integratie in de Nederlandse samenleving. Na zijn loopbaan zou hij op het thema terugkomen in een bijdrage aan het boek Het Verval. Joden in stuurloos Nederland van Manfred Gerstenfeld. Daarin stelde hij, dat voor 'bewuste' joden in Nederland geen toekomst was. Hij gaf hen in overweging te emigreren naar Israël wegens het groeiend antisemitisme hier.
In oktober 1996 raakte Bolkestein in opspraak, nadat het televisieprogramma Netwerk had onthuld dat hij minister van Volksgezondheid Els Borst een briefje had geschreven met de aanhef 'Beste Els', waarin hij haar aandacht vroeg voor een farmaceutisch bedrijf, MSD, waarvan hij zelf commissaris was. Verder was niet duidelijk of hij een gesprek met een topambtenaar van Volksgezondheid had gevoerd als fractievoorzitter of als commissaris. Uit ontevredenheid met het personeelsbeleid van MSD besloot hij zijn activiteiten voor MSD te staken.
In april 1998 liet Bolkestein in een tv-debat met de zittende premier Wim Kok weten dat hij "best bereid" was in diens plaats minister-president te worden.

### Minister van polemische zaken
Onder deze titel beschreven Max van Weezel en Leonard Ornstein een belangrijke intellectuele periode uit het leven van Bolkestein, in hun boek Frits Bolkestein; portret van een liberale vrijbuiter (Prometheus 1999). Bolkestein opende eind 1988 de aanval op de Amerikaanse taalgeleerde Noam Chomsky, om zijn politieke opvattingen. Deze polemiek vond grotendeels plaats in het NRC-Handelsblad, en liep tot eind 1989.
Bolkestein verweet Chomsky dat deze het voorwoord had geschreven voor een boek van Robert Faurisson. Het antisemitisme van Faurisson was eerder gebleken uit zijn Holocaust-ontkenning, en uit het in twijfel trekken van de authenticiteit van het dagboek van Anne Frank. Verder verweet Bolkestein Chomsky, door zijn publicaties, een idool te zijn geworden van de Amerikaanse 'New Left'. Bolkestein liep daarmee vooruit op de thematiek van zijn latere, in 1998 verschenen boek Onverwerkt Verleden. Een opmerkelijke wending kreeg deze polemiek toen Chomsky Bolkestein beschuldigde van plagiaat. Bolkestein had, in een van zijn stukken tegen Chomsky, een groot gedeelte van een anoniem artikel uit het Britse weekblad The Economist zonder bronvermelding overgenomen. Bolkestein antwoordde droogjes dat hijzelf de auteur van het bewuste artikel in The Economist was geweest maar, vanwege zijn functie als minister van defensie van de Nederlandse regering, het niet met zijn naam eronder aan dat blad had aangeboden.  In zijn boek De engel en het beest wijdde Bolkestein het hoofdstuk De wereld volgens Noam Chomsky aan het gedachtegoed van Chomsky. 

### Europa

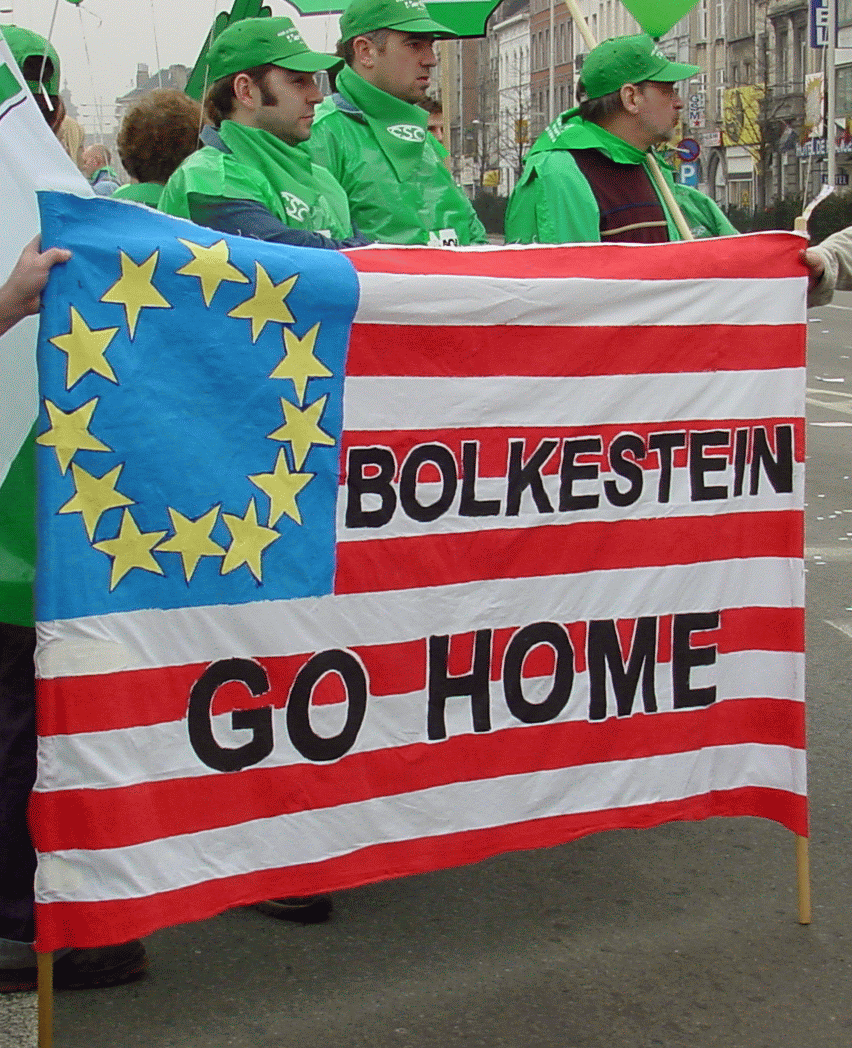
Protesten in Brussel tegen de Bolkesteinrichtlijn die het Europees grensoverschrijdend dienstenverkeer beoogde te versimpelen

Bolkestein was Europees commissaris voor Interne Markt, de Douane Unie en Belastingen. Hij heeft veel bereikt voor het openen van één Europese markt. Onderdeel hiervan was het vereenvoudigen van het betalingsverkeer binnen het eurogebied. Een van de maatregelen in dit kader draagt zijn naam: de Bolkesteinmaatregel. Ook was Bolkestein als commissaris verantwoordelijk voor de regelgeving rondom intellectueel eigendom. Hij zette zich in voor de harmonisatie van nationale wetgeving inzake octrooien.
Het belangrijkste project in dit verband was de Dienstenrichtlijn, ook wel Bolkesteinrichtlijn. Na het goederen- en personenverkeer moest ook het dienstenverkeer vrij worden. Volgens het plan van Bolkestein zouden personen en bedrijven in heel Europa diensten mogen aanbieden volgens de arbeidsvoorwaarden in hun land van herkomst. Grote beroering ontstond vooral in Frankrijk, waar de "Poolse loodgieter" een waar schrikbeeld werd. De discussie hierover viel voorjaar 2005 samen met de campagne voor de Europese grondwet, waarover de Fransen bij referendum mochten stemmen. De grondwet sneuvelde en Bolkestein moest zijn Richtlijn zo aanpassen, dat voor diensten aangeboden in een ander EU-lid, de arbeidsvoorwaarden van dat land gelden.
In 2003 gaf Bolkestein namens de Europese Commissie in een brief aan de Nederlands minister van Volksgezondheid, Welzijn en Sport Hans Hoogervorst 'groen licht' voor een fundamentele wijziging van het stelsel van ziektekostenverzekeringen. In plaats van een publiekrechtelijke verzekering, zoals de ziekenfondsverzekering, zou in Nederland voor alle ingezetenen een verplichting gaan gelden zich 'particulier' bij een ziektekostenverzekeraar (zorgverzekeraar) te verzekeren voor een wettelijk omschreven pakket. Er waren ernstige twijfels of de noodzakelijke regelgeving toelaatbaar was binnen het kader van Europese richtlijnen voor het schadeverzekeringsbedrijf die een vrije interne verzekeringsmarkt hadden geïntroduceerd. Bolkestein meende dat de schaderichtlijnen ruimte boden in het algemeen belang regels te stellen die de algemene toegankelijkheid van de nieuwe zorgverzekering zouden waarborgen. Na de 'Bolkesteinbrief' eindigde in Nederland de politieke en juridische discussie over de Europeesrechtelijke toelaatbaarheid van de beoogde Zorgverzekeringswet. Deze kwam in 2005 tot stand en heeft niet meer tot een rechtszaak voor het Hof van Justitie (Europese Unie) geleid.
Zijn plan om een Europees pensioen te creëren mislukte in 2000. Als enige commissaris sprak hij zich uit tegen het openen van onderhandelingen met Turkije over het toekomstig lidmaatschap van de EU.
Op 18 november 2004 trad de commissie-Prodi af. Bolkestein werd opgevolgd door László Kovács voor belastingen, Charlie McCreevy voor interne markt, Günter Verheugen voor goederen en Franco Frattini voor de bescherming van persoonsgegevens. Als Nederlands EU-commissaris werd hij opgevolgd door Neelie Kroes.
Tijdens zijn toespraak op het congres 'Grip op je Vermogen' in april 2012, zei Bolkestein dat de EMU volgens hem aan twee geboortedefecten lijdt. Het tweede defect was volgens hem het meest ernstig: De muntunie probeert om twee groepen landen te bedienen die wat betreft economische cultuur sterk van elkaar verschillen. In de eerste plaats de Noordwest-Europese landen [..]; die streven naar regels en discipline, en de mediterrane landen [...] die streven naar politieke oplossingen voor economische problemen. De eerste groep [...] streeft naar soliditeit, de tweede groep streeft naar solidariteit, dat wil zeggen; andermans geld. Dat kon niet goed gaan en dat is ook niet goed gegaan.

### Na de politiek

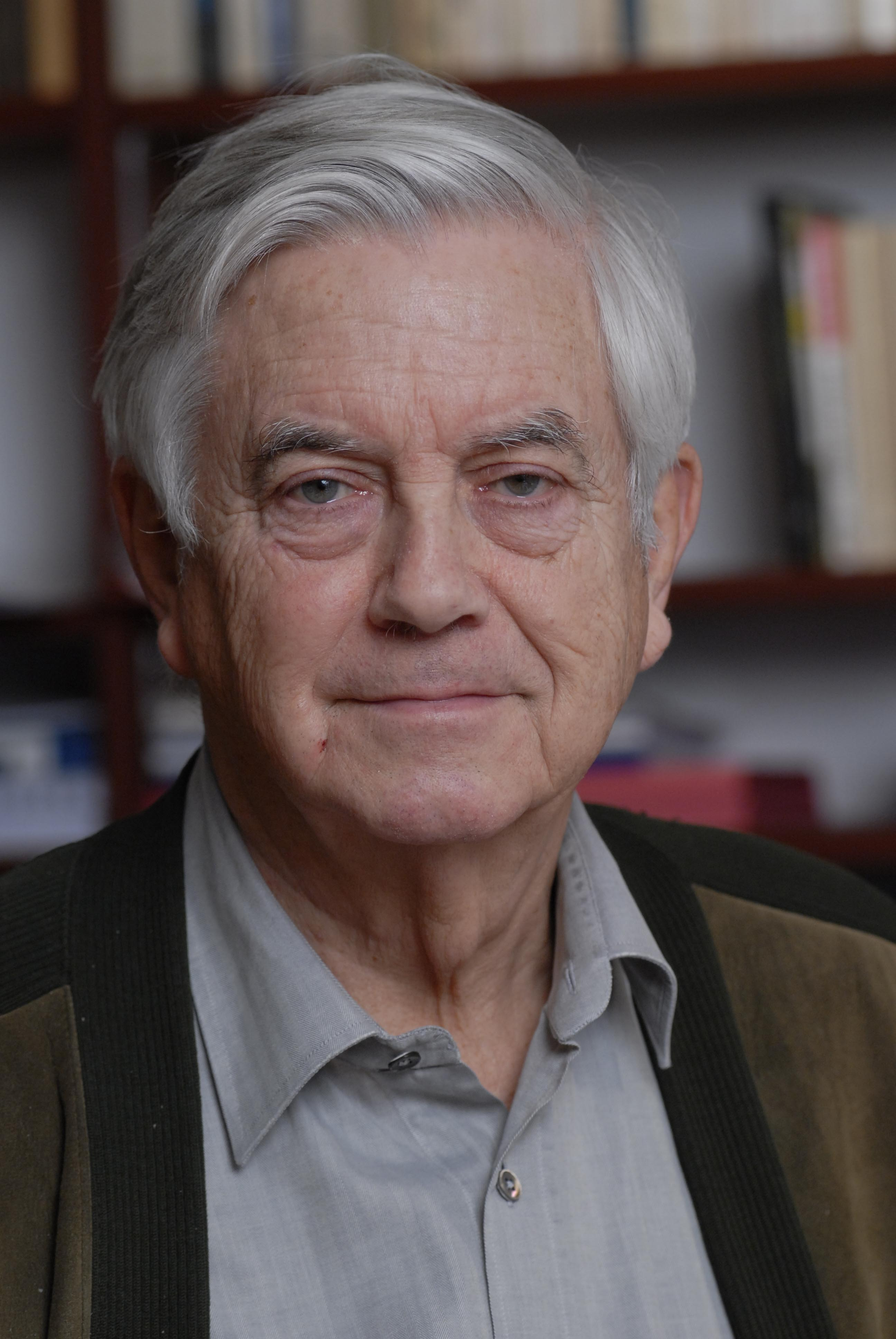
Bolkestein in 2007

Bolkestein bekleedde na zijn commissariaat verschillende functies. In 2004 werd hij benoemd tot bijzonder hoogleraar Intellectuele Grondslagen van Politieke Ontwikkelingen aan de Universiteit Leiden en de Technische Universiteit Delft. Op 23 mei 2005 meldde de Groep Menatep (van Michail Chodorkovski) in Londen dat Bolkestein een zetel had gekregen in haar Raad van Advies. Van januari 2006 tot mei 2011 was Bolkestein president-curator van de Teldersstichting.
Tijdens de Nederlandse gemeenteraadsverkiezingen 2006 was Bolkestein lijstduwer voor de VVD in Amsterdam. Hoewel Bolkestein met voorkeurstemmen werd gekozen, zag hij af van het lidmaatschap van de gemeenteraad.
In 2010 publiceerde Bolkestein met andere prominenten als Theo de Roos en Els Borst het manifest: ‘Red het land, sta drugs toe.’ Het veegt de vloer aan met ons drugsbeleid: ‘Het verbod op drugs kost miljarden: het leidt tot misdaad en is slecht voor de volksgezondheid. Hef het op.’ De publicatie was het startschot voor de oprichting van Stichting Drugsbeleid, waarin Bolkestein toetrad tot de Raad van Advies. In 2013 nam Bolkestein de Cannabis Cultuurprijs in ontvangst, die jaarlijks wordt uitgereikt aan personen die zich 'in de frontlinie' inzetten voor het maatschappelijk aanvaardbaar maken en vrijelijk gebruiken van cannabis.
Op 6 september 2011 hield Bolkestein in De Rode Hoed in Amsterdam de HJ Schoo-lezing van de redactie van Elsevier Weekblad met als titel: "De Goede Vreemdeling", ook verschenen in boekvorm (ISBN 978-90-6882-881-8).
In de eerste helft van 2013 schreef Bolkestein in feuilletonvorm zijn memoires in weekblad Elsevier.
In 2014 (ten tijde van het Conflict in de Gazastrook 2014 ) sprak hij tijdens een Pro-Israël-manifestatie op de Dam in Amsterdam. Hij verklaarde dat hij niet voor een van de conflictpartijen partij wilde kiezen. Voor premier Benjamin Netanyahu niet, want "deze doet niets om de tweestatenoplossing te verwezenlijken. In plaats van deze enige oplossing die tot rust en vrede kan leiden te kiezen gaat hij door met nederzettingen bouwen". Maar ook niet voor Hamas, want "dat is een dictatoriale beweging". Zijn protest gold het besluit van Hamas om de door Egypte voorgestelde wapenstilstand, waar Israël al wel mee akkoord ging, te weigeren en zo (ook eigen) burgers in gevaar te brengen. Zijn kritiek op Netanyahu leidde tot boegeroep. Aan het eind van zijn korte speech was er applaus.

## Conflict

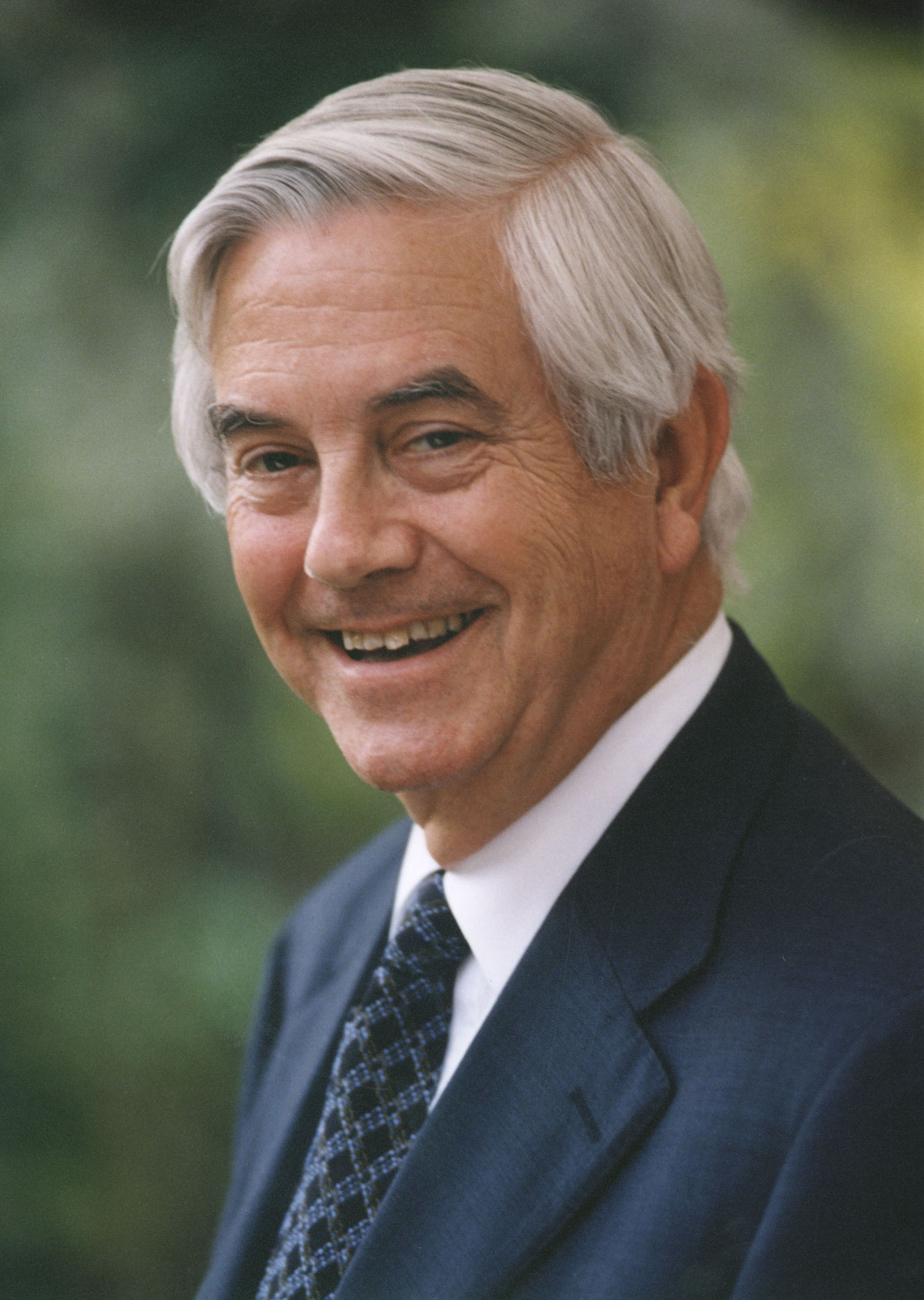
Bolkestein in 1999

In januari 2018 publiceerde Merijn Oudenampsen van de Universiteit van Tilburg een proefschrift over de oorsprong van de ruk naar rechts in de Nederlandse politiek. Hij schrijft daarin onder meer over Bolkestein: "Van de Britse en Amerikaanse inspirators nam de rechtse beweging allereerst het neoliberalisme over. Onder Frits Bolkestein werd de neoliberale econoom Friedrich Hayek tot officiële VVD-inspirator gebombardeerd. Latere Nieuw Rechtsers als Fortuyn en Wilders schaarden zich achter Bolkesteins neoliberalisme".
Niet veel later reageerde Bolkestein op het proefschrift met verontwaardiging. Hij stelde dat Oudenampsen "een hoop onzin" in zijn proefschrift vertelde en dat de Universiteit van Tilburg zich moest "schamen als zij dit gebroddel met een doctorstitel honoreert". Ook schreef Bolkestein: "Hoe verzint hij het? Ik heb Hayek nooit gelezen". In een naast deze brief afgedrukt weerwoord stelde Oudenampsen dit verrassend te vinden, omdat Bolkestein in zijn boek Het heft in handen (1995) Hayek nog "Misschien wel de belangrijkste liberale politieke filosoof van de 20e eeuw" genoemd had. Bolkestein verweet Oudenampsen ook nooit met hem contact te hebben gezocht tijdens het schrijven van zijn proefschrift, waarop Oudenampsen antwoordde: "Bolkestein verwart journalistieke hoor- en wederhoor met academische mores", en vervolgens Bolkestein, evenals socioloog Herman Vuijsje, uitnodigde tot debat. Bolkestein bleef er bij dat hij niet de invloed kan hebben gehad die Oudenampsen hem toeschrijft in zijn proefschrift.

## Persoonlijk
Zijn opa Gerrit Bolkestein was van 1939 tot en met 1945 minister van Onderwijs, Kunsten en Wetenschappen.
Bolkestein trouwde in 1960 met de Schotse Angusina Henderson Couper, met wie hij drie kinderen kreeg. Zij overleed in 1984 op 47-jarige leeftijd aan een tropische ziekte. In november 1988 huwde hij in Frankrijk met de actrice Femke Boersma, een oude middelbareschoolvriendin van hem. Zijn zoon Nico overleed in 2009 op 48-jarige leeftijd voor de kust van Scheveningen aan een acute hartritmestoornis. Zijn neef (oomzegger) Martijn Bolkestein was in 2020 en 2021 Tweede Kamerlid voor de VVD.
Bolkestein overleed op 17 februari 2025 op 91-jarige leeftijd in het Rosa Spier Huis in Laren.

## Onderscheidingen
- Commandeur in de Orde van de Nederlandse Leeuw (18 oktober 2004)
- Eredoctoraat rechtsgeleerdheid van de NIMBAS Graduate School of Management en University of Bradford (12 december 2003)
- Thorbeckeprijs, voor politieke welsprekendheid (1994)
- Commandeur in de Orde van Oranje-Nassau (20 november 1989)
- Ridder in de Orde van de Nederlandse Leeuw (26 augustus 1986)
- Inhuldigingsmedaille 1980 (30 april 1980)[40]
- Grootkruis in de Orde van Verdienste van de Bondsrepubliek Duitsland
- Prijs voor de Vrijheid, uitgereikt door de Vlaamse denktank Libera! (2010)